# 삼총사: 마지막 미션
《삼총사: 마지막 미션》(이탈리아어: Moschettieri del Re: La Penultima Missione)는 2018년에 개봉한 이탈리아의 영화이다. 알렉상드르 뒤마의 소설 《삼총사》를 바탕으로 제작되었다.

## 캐스팅
주연
- 피에르프란체스코 파비노 : 달타냥 역
- 발레리오 마스딴드리아 : 포르토스 역
- 로코 파팔레오 : 아토스 역
- 세르지오 루비니 : 아라미스 역

조연
- 지울리아 베빌라쿠아 : 밀라디 역
- 마르게리타 부이 : 안나 역

## 기타
- 기획 : 알레산드로 마스케로니, 대니얼 파본첼리
- 의상/분장 : 마시모 가타브러시